# Nana Akwasi Asare
Nana Akwasi Asare (ur. 11 lipca 1986 w Kumasi) – piłkarz ghański grający na pozycji lewego pomocnika.

## Kariera klubowa
Akwasi Asare pochodzi z miasta Kumasi. Tam też rozpoczął karierę w małym klubie Kumasi Cornestones. Z czasem jednak podjął treningi w akademii piłkarskiej o nazwie Feyenoord Academy, ghańskiej filii Feyenoordu. W 2004 roku w wieku 18 lat trafił do tego holenderskiego klubu i występował w rezerwach, ale nie zdołał przebić się do pierwszego zespołu. Latem 2004 przeszedł do Royal Antwerp FC, w barwach którego występował w Tweede Klasse. Po sezonie został wypożyczony do innego drugoligowca, KV Mechelen. W 2007 roku stał się pełnoprawnym graczem tej drużyny. 16 maja 2009 roku Asare przeniósł się do holenderskiego Utrechtu. W 2013 roku został zawodnikiem KAA Gent. Grał w nim do 2020 roku.

## Kariera reprezentacyjna
W reprezentacji Ghany Akwasi Asare zadebiutował w 2007 roku. W 2008 roku został powołany przez Claude’a Le Roy do kadry na Puchar Narodów Afryki 2008.